# Bessatsu Hana to Yume
Bessatsu Hana to Yume (яп. 別冊花とゆめ, также сокращённо называемый BetsuHana) — ежемесячная антология манги для девушек, публикуемая компанией Hakusensha. Журнал учреждён в 1977 году как приложение к журналу Hana to Yume, выходящему дважды в месяц.

## История публикации
Первый номер журнала был издан в июле 1977 года. Он стоил 200 иен.
25 мая 2018 издательство Hakusensha объявило, что выпуск журнала завершён. Ранее не завершённые серии переехали в другие журналы.
| 1977-1991: | ежеквартально    |
| 1991-1993: | раз в два месяца |
| 1993-2001: | ежемесячно       |
| 2002-2006: | раз в два месяца |
| 2006-2018: | ежемесячно       |

## Манга, выходящая в журнале
- Boku wo Tsutsumu Tsuki no Hikari (Саки Хиватари)
- Chou☆Osuteki Darling (Мао Фудзисаки)
- Glass Mask (Судзуэ Миути)
- Guignol Kyūtei Gakudan (Каори Юки)
- Meitobaku (Акира Фудзии)
- Nante Suteki ni Japanesque (Саэко Химуро, Наоми Ямаути)
- Otomen (Ая Канно)
- Patalliro! (Минэо Мая)
- Rasetsu no Hana (Тика Сиоми)
- Shitsuji-sama no Okiniiri (Фую Цуяма, Рэй Идзава)
- Sorairo Kaigan (Нампэй Ямада)
- Touring Express (Масуми Кавасо)
- CUTExGUY